# コルス＝デュ＝シュド県

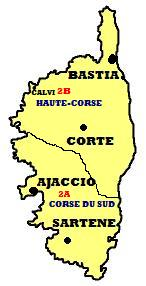
地図

コルス＝デュ＝シュド県 (コルス＝デュ＝シュドけん、Corse-du-Sud、直訳: 南コルシカ県、コルシカ語: Pumonte) は、フランス・コルシカ島（コルス島）の南半分を占める県(デパルトマン)である。県庁所在地は、島の西部のアジャクシオ。
なお、2018年1月より、コルシカ島においては県が廃止され、県議会（conseil général）、および県庁（préfecture）の権限、機能は、コルシカ島全体を統括するコルス地方公共団体（Collectivité de Corse）に移されている。ただし、コルス=デュ=シュドの呼称は現在も旧県領域（circonscription départementale)として使用されている。

## 歴史
1976年1月1日に、かつてのコルス県の南半分が分割されて誕生した。島の北側はオート＝コルス県である。
1998年2月6日、当時の県知事クロード・エリニャック（fr）が、コルス・ナショナリストによって暗殺されている。
2018年1月1日、廃止。議会および県庁の権限・機能はコルス地方公共団体に移された。

## 地理
西は地中海、南東はティレニア海、南はボニファシオ海峡を挟んでサルデーニャ島と向かい合っている。
地中海性気候で、夏は暑く乾燥し、冬は温暖で雨が多い。しかし島はまた、高山性気候を冬にもたらすことが知られる。5月から6月まで、山の頂上が雪で覆われるのは珍しいことではない。
コルス＝デュ＝シュドは、その面積の66％までが植林されている、国内で割合の高い県である。コルスの植生は本質的に以下の区分がされる。
- マキ - 酸性土壌で育つイチゴノキ、ピスタシア・レンティスクス（fr）、コルクガシなどの低木の茂み
- 松林
- クリ、オーク、ユーカリの森

## 人口統計
| 1968年  | 1975年  | 1982年  | 1990年  | 1999年  | 2005年  |
| ------- | ------- | ------- | ------- | ------- | ------- |
| 122 000 | 128 634 | 108 604 | 118 174 | 118 466 | 128 018 |

出典 : Insee · , IAURIF · 

## 交通

### 空路
- アジャクシオ・ナポレオン・ボナパルト空港
- フィガリ・シュド・コルス空港

どちらの空港もアジャクシオ・コルス・デュ・シュド商工会議所が管理している。

### 水上交通
県内には4つの港があり、そのうち3つは、本土からまたはサルデーニャからの旅客の乗り降りと貨物運搬の混合利用である。
- アジャクシオ港 - マルセイユ、トゥーロン、ニースからの定期航路発着
- プロプリアノ港 - マルセイユおよびポルト・トッレスからの定期航路発着
- ボニファシオ港 - サンタ・テレーザ・ガッルーラとの非定期航路発着。商業用ではないが、クルーズ船舶が入港する
- ポルト＝ヴェッキオ港 - マルセイユからの定期航路発着

### 鉄道
- コルシカ鉄道のバスティア-アジャクシオ路線がグラノヴァ谷沿いに運行する。

## ギャラリー

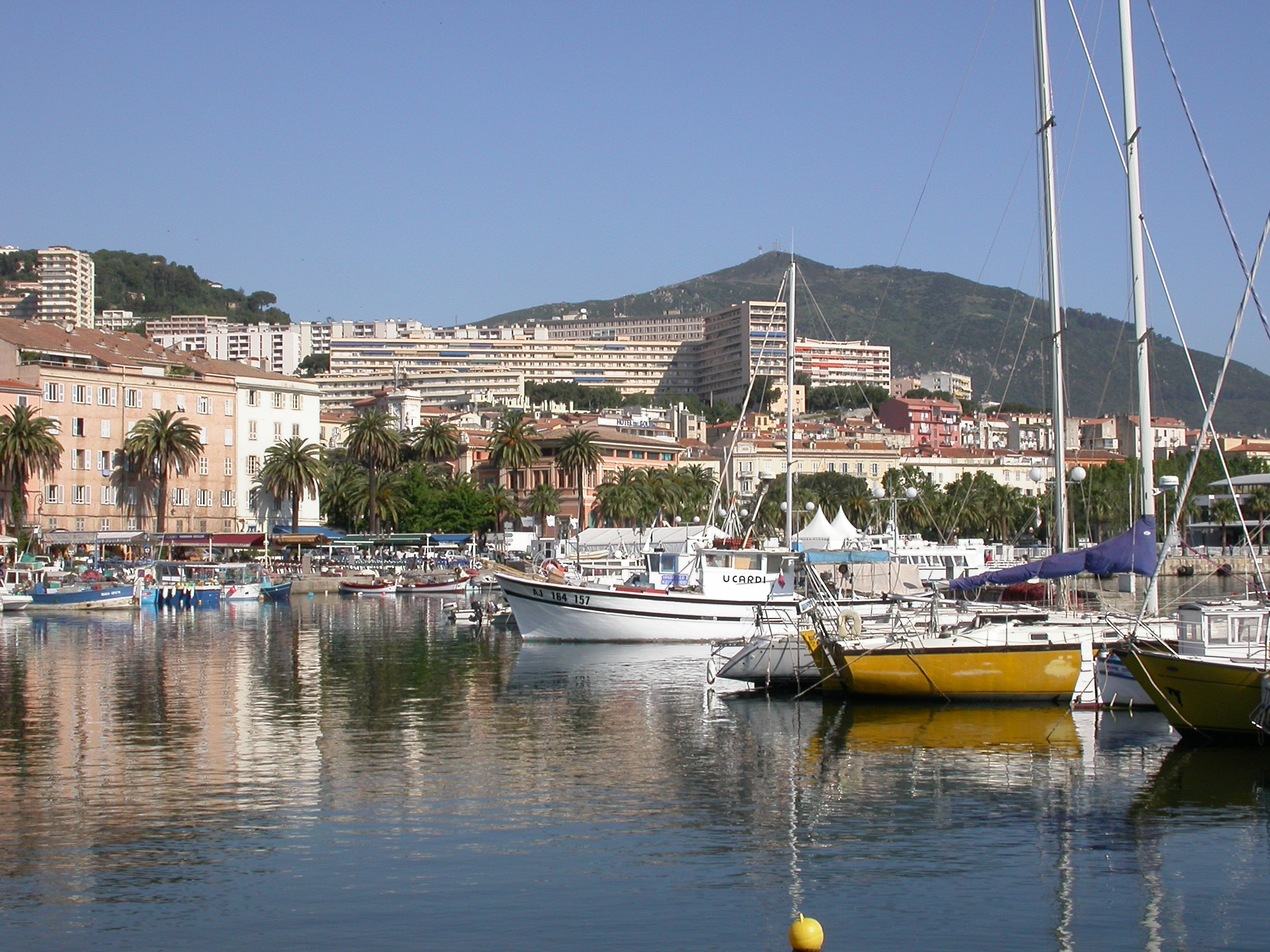
アジャクシオ港
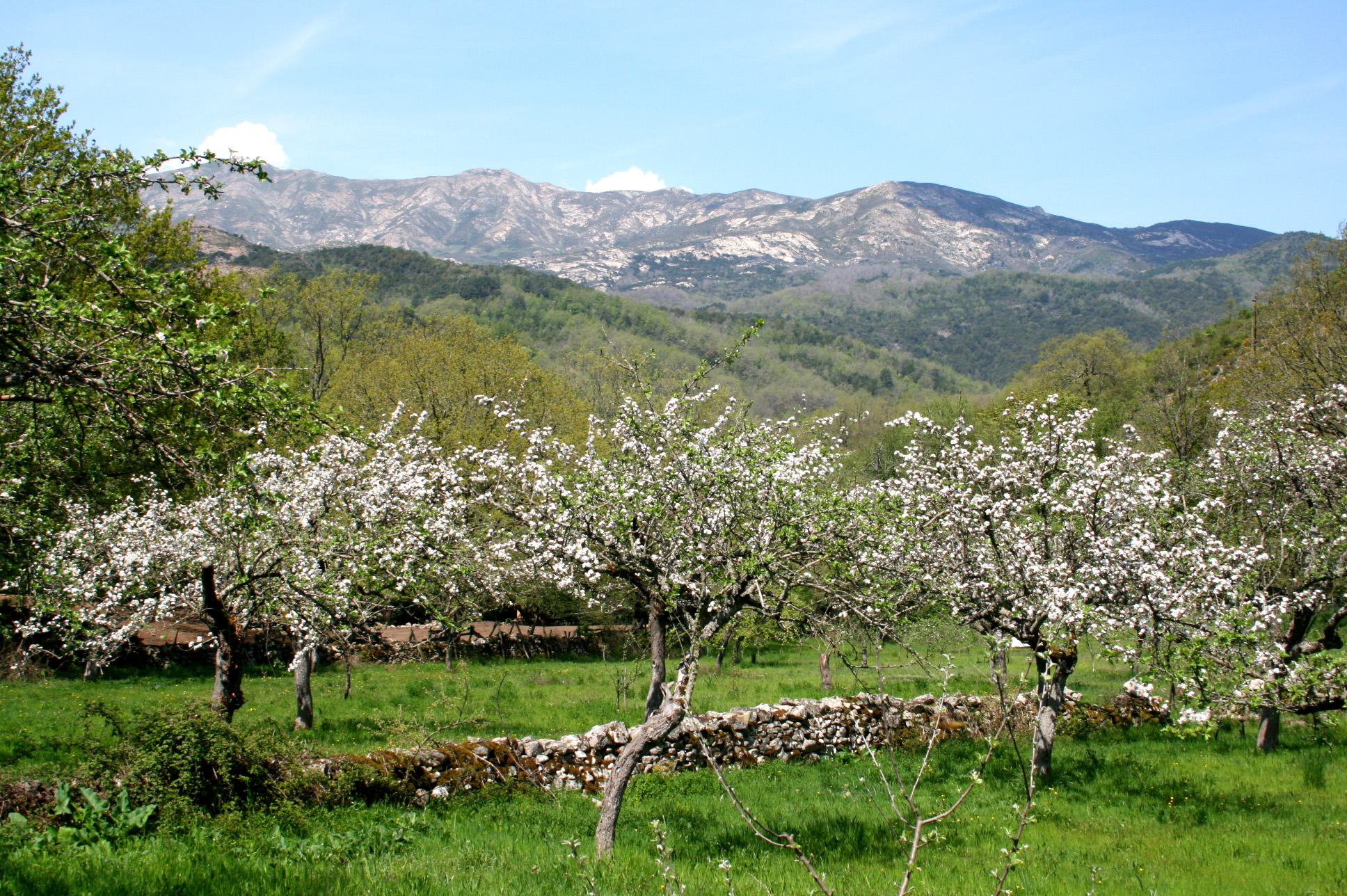
バステリカ谷
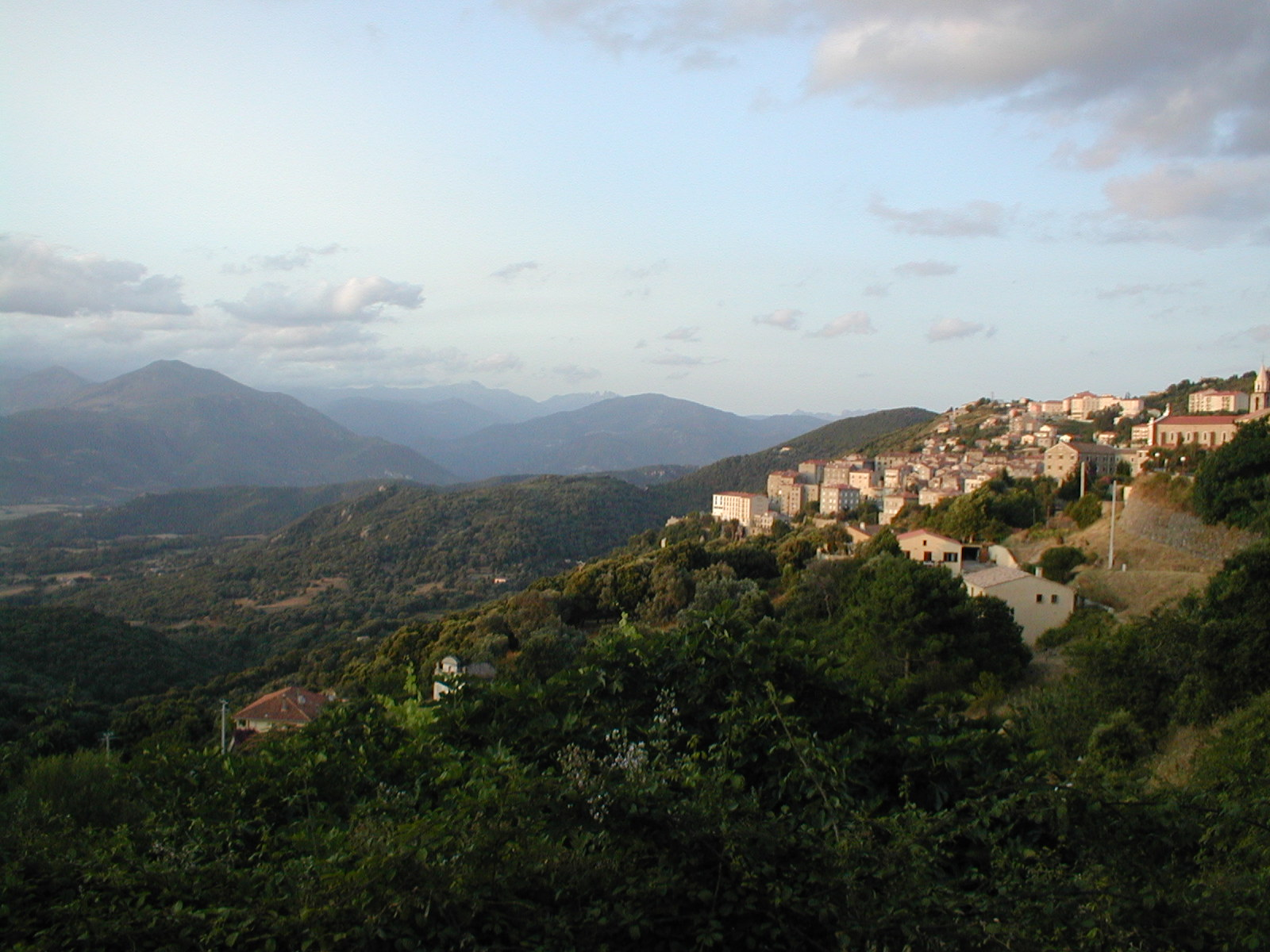
山に広がるサルテーヌの町並み
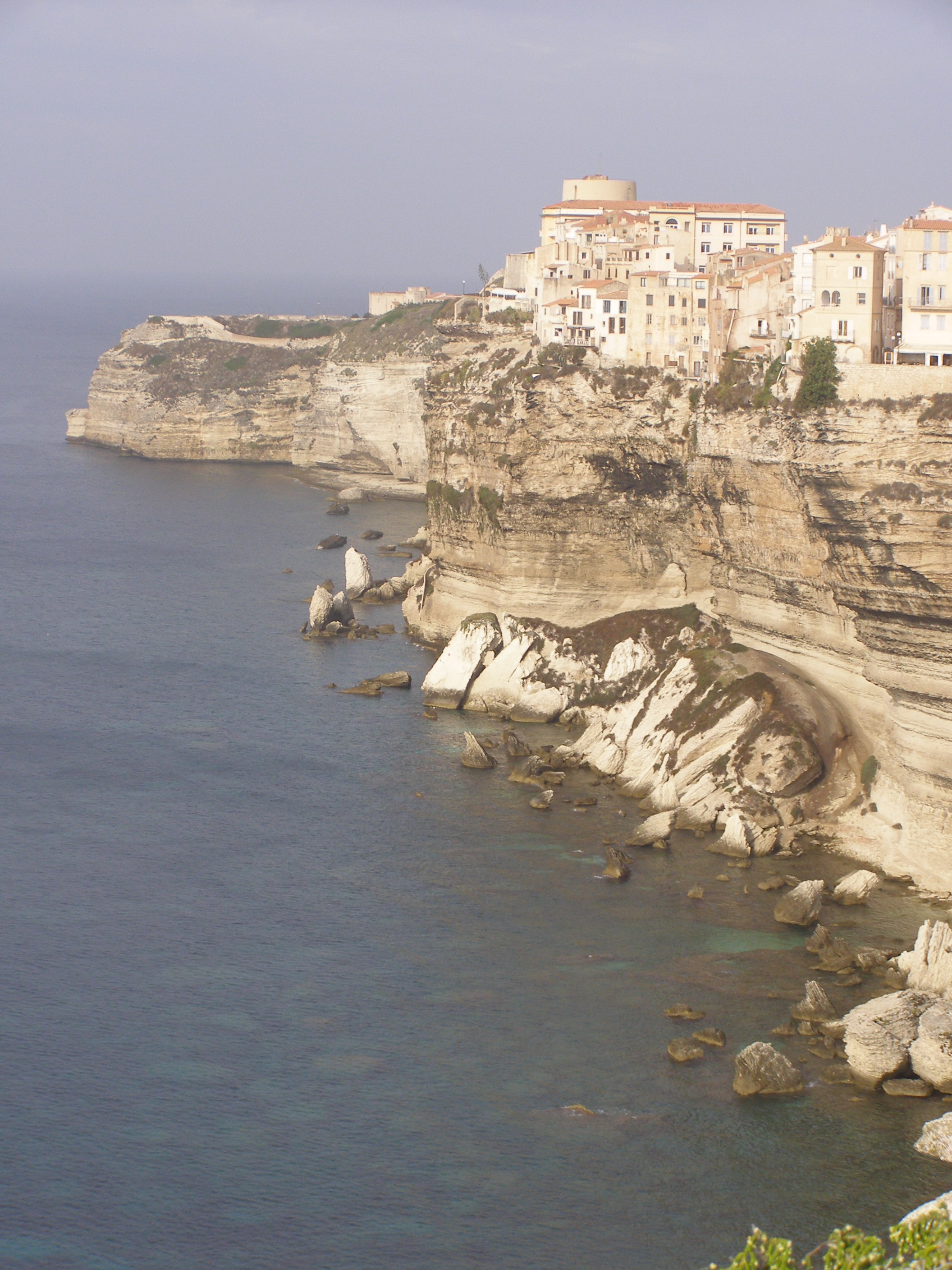
ボニファシオ旧市街
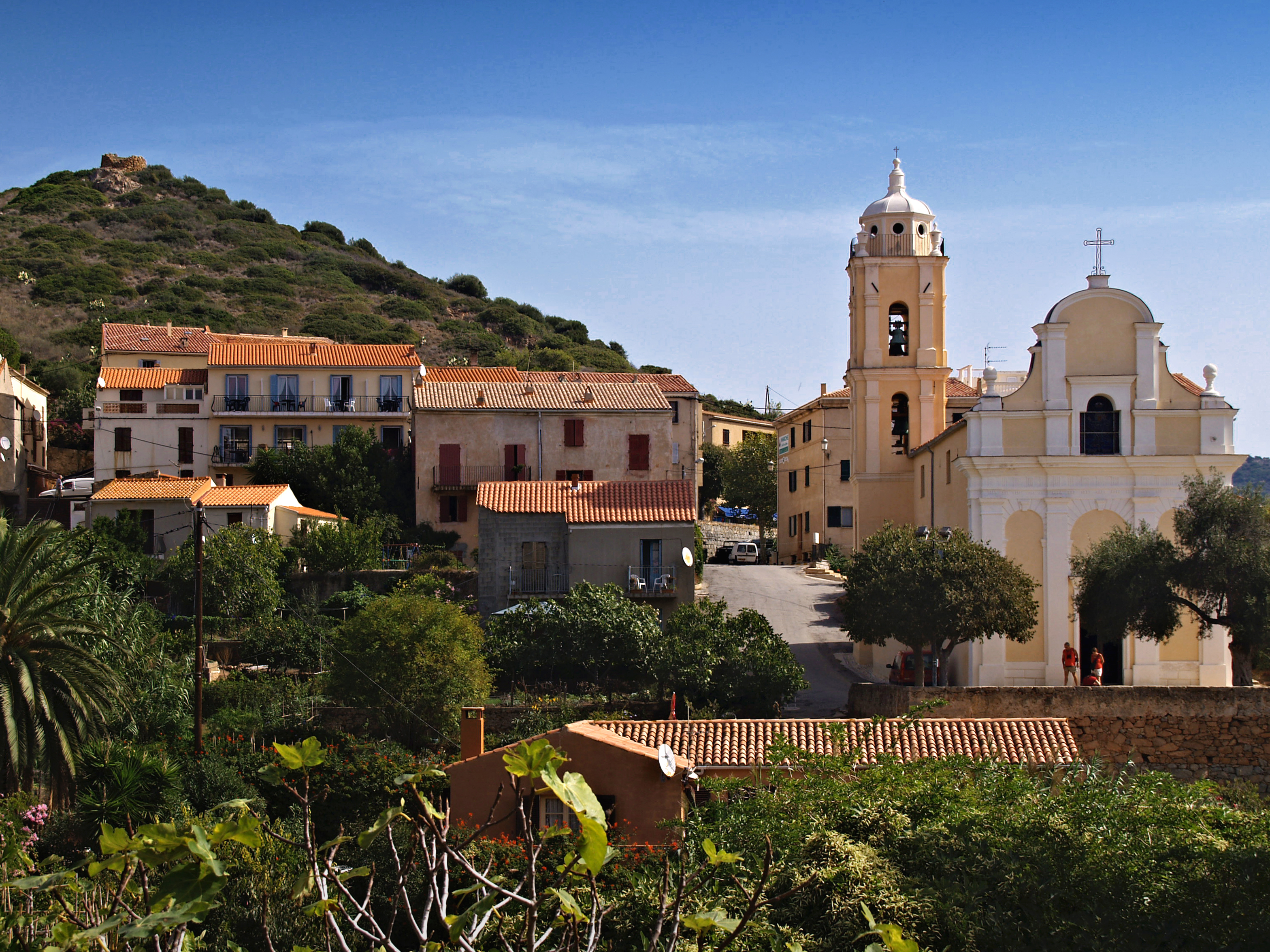
カルジェーズ